# Geldermalsen (gemeente)
Geldermalsen (uitspraakⓘ) is een voormalige gemeente in de Nederlandse provincie Gelderland. De gemeente telde 26.289 inwoners op 1 september 2015 (bron: CBS) en had een oppervlakte van 101,67 km² (waarvan 1,97 km² water). Sinds de gemeentelijke herindelingen van 2019 is het gemeentehuis aan de Kuipershof in het dorp Geldermalsen het gemeentehuis van de gemeente West Betuwe.

## Kernen in de voormalige gemeente Geldermalsen
De gemeente omvatte de kernen Acquoy, Beesd, Buurmalsen, Deil, Enspijk, Geldermalsen, Gellicum, Meteren, Rhenoy, Rumpt en Tricht.

## Ligging
De voormalige gemeente is gelegen in het zuidwestelijke deel van de provincie Gelderland, in de Tielerwaard in de Betuwe. Het riviertje de Linge meandert door de gemeente heen. De gemeente wordt in twee delen gesplitst door de A2, de weg ‘s-Hertogenbosch-Utrecht. Deze weg kruist de A15 Rotterdam-Nijmegen/Arnhem bij het knooppunt Deil. In Beesd en Geldermalsen bevinden zich stations.

### Topografie

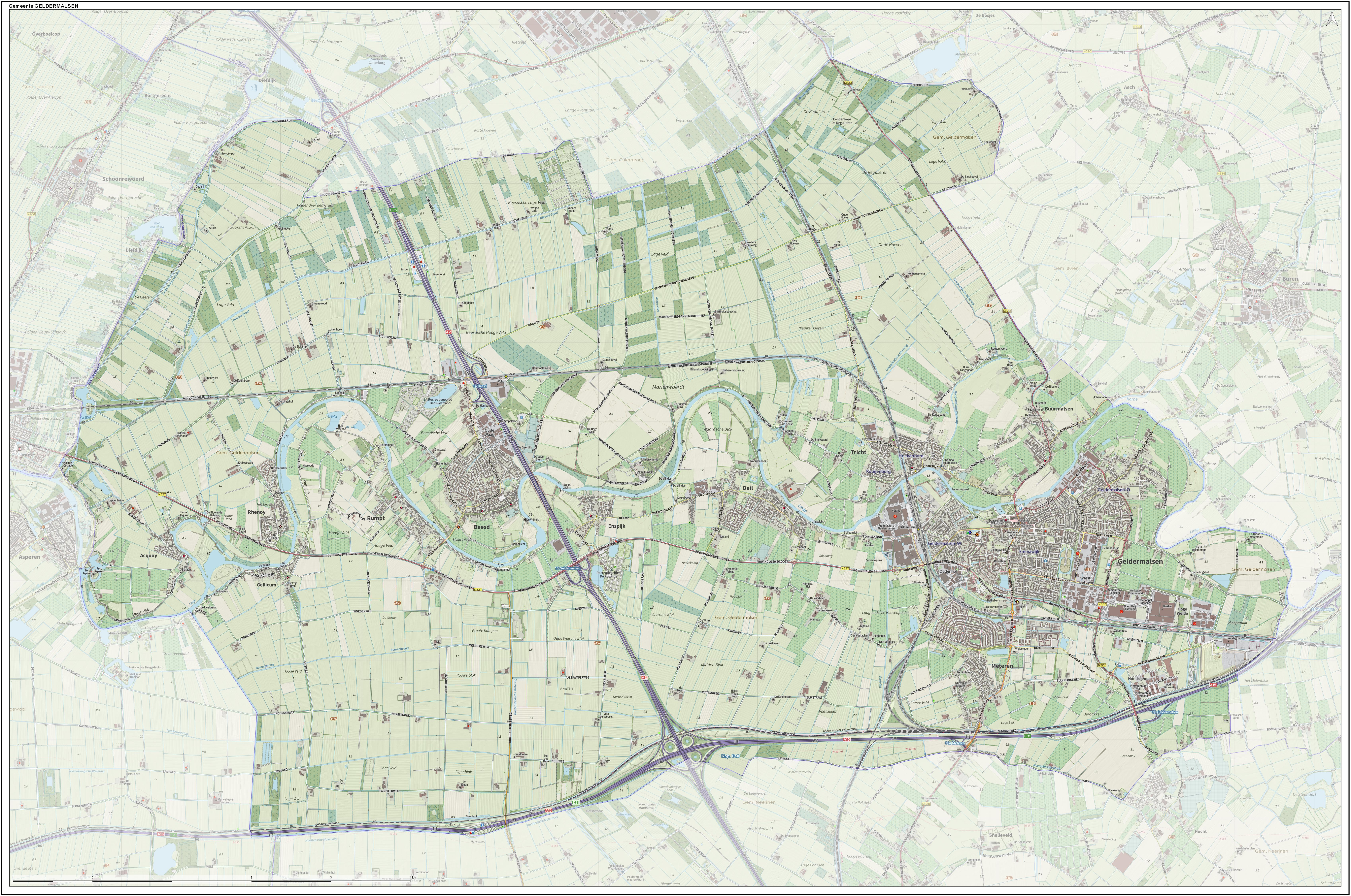
Topografische gemeentekaart van Geldermalsen, per december 2016

## Geschiedenis
De gemeente Geldermalsen werd op 1 januari 1978 gevormd door samenvoeging van de voormalige gemeenten Beesd, Deil en Geldermalsen en een groot deel van Buurmalsen. Van 1 januari 1812 tot 1 januari 1818 was Buurmalsen al eerder met Geldermalsen in één gemeente verenigd.
Op 1 januari 2019 is de gemeente Geldermalsen met Neerijnen en Lingewaal gefuseerd tot een nieuw gevormde gemeente West Betuwe.

## Politiek
De samenstelling van de gemeenteraad was vanaf 1998:
| Dorpsbelangen         | -  | 3  | 4  | 5  | 6  |
| VVD                   | 4  | 3  | 4  | 5  | 3  |
| CDA                   | 4  | 5  | 4  | 3  | 2  |
| SGP                   | 3  | 3  | 3  | 3  | 4  |
| PvdA                  | 5  | 4  | 5  | 3  | 2  |
| D66                   | 1  | 1  | 1  | 2  | 2  |
| CU                    | -  | -  | -  | -  | -  |
| GroenLinks            | -  | -  | -  | -  | -  |
| Leefbaar Geldermalsen | -  | -  | -  | -  | 2  |
| Overigen              | 2  | -  | -  | -  | -  |
| Totaal                | 19 | 19 | 21 | 21 | 21 |

Door een motie van wantrouwen bij de VVD, viel op dinsdag 24 april 2012 het volledig college van burgemeester en wethouders. Coalitiepartij VVD vond dat het college te weinig daadkracht toonde rond de bouw van een multifunctioneel centrum. De partij steunde een motie van wantrouwen van de oppositie. De motie was ingediend door de SGP, die na kritiek van de VVD op de coalitie vaststelde dat er te weinig vertrouwen was. De drie wethouders bleven demissionair aan om de lopende zaken af te handelen.
Het college bestond vanaf 2014 uit Dorpsbelangen, SGP en CDA.

## Aangrenzende gemeenten
| Aangrenzende gemeenten | Aangrenzende gemeenten | Aangrenzende gemeenten | Aangrenzende gemeenten | Aangrenzende gemeenten |
| ---------------------- | ---------------------- | ---------------------- | ---------------------- | ---------------------- |
|                        |                        | Culemborg              |                        | Buren                  |
|                        |                        |                        |                        |                        |
| Leerdam (ZH)           | Tiel                   |                        |                        |                        |
|                        |                        |                        |                        |                        |
| Lingewaal              |                        | Neerijnen              |                        |                        |

## Monumenten
In de voormalige gemeente zijn een 136 rijks- en 191 gemeentelijke monumenten alsmede één oorlogsmonument, zie:
- Lijst van rijksmonumenten in Geldermalsen (gemeente)
- Lijst van gemeentelijke monumenten in Geldermalsen
- Lijst van oorlogsmonumenten in Geldermalsen